# Георг Агрикола (епископ)
Георг Агрикола (на немски: Georg Agricola; Gregorius IV, Georgius IV; † 16 май 1584, погребан в Зекау) е като Георг III от 1570 г. до смъртта си епископ на Лавант и 1572 г. до смъртта си като Георг IV епископ на Зекау в Щирия в Австрия.

## Образование и духовна кариера
Георг Агрикола следва в Инголщат и по време на религиозните войни също и във Франция. След това той става пропст на „Св. Бартхоломей“ и „Св. Виргил“ във Фризах (Каринтия), архидякон в Унтеркаринтия и „конзисториален съветник“ на Залцбург. През 1569 г. той е синодален директор при „провинциалния църковен събор“ в Залцбург.
През 1570 г. архиепископа на Залцбург Йохан Якоб фон Куен-Белази († 1586) го номинира за епископ на Лавант. На 15 юли 1572 г. папа Григорий XIII го хвали за рекатолизирането в неговия диоцез. На 25 октомври 1572 г. архиепископът го мести в Зекау, за да намали там финансовите задължения.
Георг Агрикола умира на 16 май 1584 г. и е погребан в катедралата в Зекау.

## Галерия
- Герб на епископството Лавант, ок. 1605
- Герб на епископството Зекау от 1605
- Епископската резиденция, катедралата в Лавант
- Кулите на базиликата Зекау в манастир Зекау